# お互い様
| ウィキペディアには「お互い様」という見出しの百科事典記事はありません（タイトルに「お互い様」を含むページの一覧/「お互い様」で始まるページの一覧）。 代わりにウィクショナリーのページ「お互い様」が役に立つかもしれません。 |